# Bisdom Gokwe
Het bisdom Gokwe (Latijn: Dioecesis Gokvensis) is een rooms-katholiek bisdom met als zetel Gokwe, in Zimbabwe. Het bisdom is suffragaan aan het aartsbisdom Harare. 

## Geschiedenis
Het bisdom werd opgericht op 17 juni 1991, uit delen van het bisdom Hwange. 

## Parochies
Het bisdom had in 2021 een oppervlakte van 26.000 km2 en telde 712.775 inwoners waarvan 11,6% rooms-katholiek was.

## Bisschoppen
- Michael Dixon Bhasera (17 juni 1991 - 9 februari 1999)
- Angel Floro Martínez (15 oktober 1999 - 28 januari 2017)
- Rudolf Nyandoro (28 januari 2017 - 11 september 2020; apostolisch administrator tot 23 september 2023)
- Eusebius Jelous Nyathi (23 juni 2023 - heden)